# Clubiona asrevida
Clubiona asrevida là một loài nhện trong họ Clubionidae.
Loài này thuộc chi Clubiona. Clubiona asrevida được Hirotsugu Ono miêu tả năm 1992.